# Atletica leggera ai Giochi della XXVIII Olimpiade - Salto in alto femminile

Video della Finale (i tre migliori salti di Elena Slesarenko)

Il salto in alto ha fatto parte del programma di atletica leggera femminile ai Giochi della XXVIII Olimpiade. La competizione si è svolta nei giorni 26-28 agosto 2004 allo Stadio Olimpico di Atene.

## Presenze ed assenze delle campionesse in carica
| Competizione         | Atleta           | Prestazione | Atene 2004  |
| -------------------- | ---------------- | ----------- | ----------- |
| Olimpiadi 2000       | Elena Elesina    | 2,01 m      | Non qual.   |
| Commonwealth 2002    | Hestrie Cloete   | 1,96 m      | Presente    |
| Europei 2002         | Kajsa Bergqvist  | 1,98 m      | Infortunata |
| Coppa del mondo 2002 | Hestrie Cloete   | 2,02 m      | Presente    |
| Asiatici 2002        | Tatyana Efimenko | 1,90 m      | Presente    |
| Panamericani 2003    | Juana Arrendel   | 1,94 m      | Presente    |
| Mondiali 2003        | Hestrie Cloete   | 2,06 m      | Presente    |
|                      |                  |             |             |
| Mondiali junior 2000 | Blanka Vlašić    | 1,91 m      | Presente    |

1. ↑  Sotto la bandiera del Sudafrica.

## Gara
Nel turno eliminatorio sono nove le atlete che ottengono la misura richiesta. Vengono ripescate le 3 migliori escluse.

Le due favorite della finale sono Elena Slesarenko ed Hestrie Cloete. Sono anche le prime due dell'ordine di gara. Entrambe superano tutte le misure alla prima prova (1,85-1,89-1,93-1,96-1,99-2,02): il loro percorso è immacolato.

L'equilibrio si spezza a 2,04: la Slesarenko fa centro ancora al primo tentativo, invece la Cloete sbaglia due volte. Si riserva l'ultima prova a 2,06 (record olimpico), misura con cui ha vinto i Mondiali del 2003. Prima tocca alla Slesarenko, che non fallisce neanche stavolta. La Cloete invece deve dire addio ai suoi sogni di gloria.

Victoria Stjopina vince il bronzo con il proprio record personale, dopo aver rischiato due volte l'eliminazione: prima a 1,96 e poi a 1,99, superate entrambe al terzo tentativo.

## Risultati

### Turno eliminatorio
Giovedì 26 agosto 2004, ore 20:00.
Qualificazione1,95 m (Q) o le migliori 12 classificate (q)
| Pos | Gruppo | Atleta                | Nazione         | Salti | Salti | Salti | Salti | Salti | Salti | Uscita | Note                                     |
| Pos | Gruppo | Atleta                | Nazione         | 1,75  | 1,80  | 1,85  | 1,89  | 1,92  | 1,95  | Uscita | Note                                     |
| --- | ------ | --------------------- | --------------- | ----- | ----- | ----- | ----- | ----- | ----- | ------ | ---------------------------------------- |
| 1   | A      | Hestrie Cloete        | Sudafrica       | –     | –     | O     | O     | O     | O     | 1,95   | Q                                        |
| 1   | A      | Victoria Stjopina     | Ucraina         | –     | O     | O     | O     | O     | O     | 1,95   | Q                                        |
| 1   | B      | Irina Mychal'čenko    | Ucraina         | –     | O     | O     | O     | O     | O     | 1,95   | Q                                        |
| 4   | A      | Tia Hellebaut         | Belgio          | O     | O     | O     | XO    | O     | O     | 1,95   | Q =                                      |
| 4   | B      | Anna Čičerova         | Russia          | –     | O     | O     | O     | XO    | O     | 1,95   | Q                                        |
| 4   | B      | Elena Slesarenko      | Russia          | –     | O     | O     | O     | XO    | O     | 1,95   | Q                                        |
| 7   | A      | Blanka Vlašić         | Croazia         | –     | –     | XXO   | XO    | O     | O     | 1,95   | Q                                        |
| 8   | B      | Monica Dinescu-Iagăr  | Romania         | –     | O     | O     | O     | XO    | XO    | 1,95   | Q =                                      |
| 8   | B      | Amy Acuff             | Stati Uniti     | –     | O     | O     | O     | XO    | XO    | 1,95   | Q                                        |
| 10  | A      | Inha Babakova         | Ucraina         | –     | O     | O     | O     | O     | XXX   | 1,92   | q                                        |
| 11  | B      | Marta Mendía          | Spagna          | –     | O     | O     | XO    | O     | XXX   | 1,92   | q                                        |
| 12  | A      | Oana Pantelimon       | Romania         | –     | O     | O     | XXO   | O     | XXX   | 1,92   | q                                        |
| 13  | A      | Tatyana Novoseltseva  | Russia          | –     | O     | O     | O     | XO    | XXX   | 1,92   |                                          |
| 14  | B      | Romary Rifka          | Messico         | –     | O     | O     | XO    | XXO   | XXX   | 1,92   |                                          |
| 15  | B      | Venelina Veneva       | Bulgaria        | –     | O     | O     | XXO   | XXO   | XXX   | 1,92   |                                          |
| 16  | A      | Ruth Beitia           | Spagna          | O     | O     | O     | O     | XXX   |       | 1,89   |                                          |
| 16  | B      | Tisha Waller          | Stati Uniti     | –     | O     | O     | O     | XXX   |       | 1,89   |                                          |
| 16  | B      | Jing Xuezhu           | Cina            | O     | O     | O     | O     | XXX   |       | 1,89   |                                          |
| 16  | B      | Juana Arrendel        | Rep. Dominicana | –     | O     | O     | O     | XXX   |       | 1,89   | Miglior prestazione personale stagionale |
| 16  | B      | Iva Straková          | Rep. Ceca       | O     | O     | O     | O     | XXX   |       | 1,89   |                                          |
| 21  | B      | Noengrothai Chaipetch | Thailandia      | O     | O     | XO    | O     | XXX   |       | 1,89   |                                          |
| 22  | A      | Candeğer Kilinçer     | Turchia         | –     | O     | O     | XO    | XXX   |       | 1,89   |                                          |
| 23  | A      | Corinne Müller        | Svizzera        | –     | O     | O     | XXO   | XXX   |       | 1,89   |                                          |
| 23  | A      | Solange Witteveen     | Argentina       | O     | O     | O     | XXO   | XXX   |       | 1,89   |                                          |
| 23  | B      | Tatyana Efimenko      | Kirghizistan    | –     | O     | O     | XXO   | XXX   |       | 1,89   |                                          |
| 26  | A      | Zuzana Hlavoňová      | Rep. Ceca       | –     | O     | O     | XXX   |       |       | 1,85   |                                          |
| 26  | B      | Inna Gliznuta         | Moldavia        | O     | O     | O     | XXX   |       |       | 1,85   |                                          |
| 28  | A      | Bobby Aloysius        | India           | O     | O     | XO    | XXX   |       |       | 1,85   |                                          |
| 28  | A      | Chaunté Howard        | Stati Uniti     | –     | O     | XO    | XXX   |       |       | 1,85   |                                          |
| 30  | B      | Caterine Ibargüen     | Colombia        | –     | XO    | XXO   | XXX   |       |       | 1,85   |                                          |
| 31  | A      | Marina Aitova         | Kazakistan      | O     | XXO   | XXO   | XXX   |       |       | 1,85   |                                          |
| 31  | B      | Nikolia Mitropoulou   | Grecia          | –     | XXO   | XXO   | XXX   |       |       | 1,85   |                                          |
| 33  | A      | Bùi Thị Nhung         | Vietnam         | O     | O     | XXX   |       |       |       | 1,80   |                                          |
| 34  | A      | Petrina Price         | Australia       | –     | XXO   | XXX   |       |       |       | 1,80   |                                          |

### Finale
Sabato 28 agosto 2004, ore 19:00.
| Pos | Atleta               | Nazione     | Salti | Salti | Salti | Salti | Salti | Salti | Salti | Salti | Salti | Misura | Note                          |
| Pos | Atleta               | Nazione     | 1,85  | 1,89  | 1,93  | 1,96  | 1,99  | 2,02  | 2,04  | 2,06  | 2,10  | Misura | Note                          |
| --- | -------------------- | ----------- | ----- | ----- | ----- | ----- | ----- | ----- | ----- | ----- | ----- | ------ | ----------------------------- |
|     | Elena Slesarenko     | Russia      | O     | O     | O     | O     | O     | O     | O     | O     | XXX   | 2,06   | Record olimpico               |
|     | Hestrie Cloete       | Sudafrica   | O     | O     | O     | O     | O     | O     | XX–   | X     |       | 2,02   |                               |
|     | Victoria Stjopina    | Ucraina     | O     | O     | O     | XXO   | XXO   | O     | XXX   |       |       | 2,02   | Miglior prestazione personale |
| 4   | Amy Acuff            | Stati Uniti | O     | O     | O     | XO    | O     | –     | XXX   |       |       | 1,99   |                               |
| 5   | Irina Mychal'čenko   | Ucraina     | O     | O     | O     | XO    | XXX   |       |       |       |       | 1,96   |                               |
| 6   | Anna Čičerova        | Russia      | XO    | O     | O     | XXO   | XXX   |       |       |       |       | 1,96   |                               |
| 7   | Oana Pantelimon      | Romania     | O     | O     | O     | XXX   |       |       |       |       |       | 1,93   |                               |
| 8   | Monica Dinescu-Iagăr | Romania     | O     | O     | XO    | XXX   |       |       |       |       |       | 1,93   |                               |
| 9   | Inha Babakova        | Ucraina     | O     | XO    | XO    | XXX   |       |       |       |       |       | 1,93   |                               |
| 10  | Marta Mendía         | Spagna      | O     | O     | XXO   | XXX   |       |       |       |       |       | 1,93   |                               |
| 11  | Blanka Vlašić        | Croazia     | O     | O     | XXX   |       |       |       |       |       |       | 1,89   |                               |
| 12  | Tia Hellebaut        | Belgio      | O     | XXX   |       |       |       |       |       |       |       | 1,85   |                               |